# Sõrve fyrtårn
Sõrve fyrtårn er et fyrtårn i Estland, på halvøen Sõrve, som ligger længst mod sydvest på øen Saaremaa, i Torgu vald (kommune).
Fyrtårnet er 52 meter højt, men lyser fra 53 meter over havniveau. Lyset er synligt fra 15 nautiske mils afstand. Det ældste fyr blev opført i 1646, men nutidens fyr blev først bygget i 1960.